# Philip K. Dick
Philip Kindred Dick (* 16. Dezember 1928 in Chicago, Illinois; † 2. März 1982 in Santa Ana, Kalifornien), Pseudonyme Jack Dowland und Richard Phillips, war ein US-amerikanischer Science-Fiction-Autor. Bekannt ist er unter anderem für seine dystopischen Romane wie Träumen Androiden von elektrischen Schafen? oder Das Orakel vom Berge, die vielfach adaptiert wurden. Mit dem Filmklassiker Blade Runner, der wenige Monate nach Dicks Tod uraufgeführt wurde, avancierte der Autor zu einem wichtigen Ideengeber für Film- und Fernsehproduktionen.

## Leben
Philip Kindred Dick und seine Zwillingsschwester, Jane Charlotte Dick, wurden sechs Wochen vor dem errechneten Termin am 16. Dezember 1928 geboren. Ihre Mutter Dorothy Dick (geborene Kindred) erfuhr, wie damals üblich, erst mit der Geburt, dass sie Zwillinge erwartete. Aufgrund mangelnder Erfahrung der Mutter und schlechter ärztlicher Versorgung waren die Babys unterernährt und Jane starb fünf Wochen nach der Geburt am 26. Januar 1929. Dicks Vater, Joseph Edgar Dick, war zu dieser Zeit Ermittler im Landwirtschaftsministerium in Chicago.
Zeit seines Lebens hatte Dick ein problematisches Verhältnis zu seinen Eltern, die beide im Staatsdienst arbeiteten. Die Familie zog in die Bay Area nach San Francisco. Als er fünf war, zog sein Vater nach Reno, und die Eltern ließen sich scheiden. Die Mutter nahm eine Stelle in Washington, D.C. an und zog mit ihrem Sohn dorthin. Von 1936 bis 1938 besuchte Dick die John Eaton Elementary School, auf der ein Lehrer bemerkte, dass er „Interesse und die Fähigkeit zum Geschichtenerzählen“ zeige. Ab Juni 1938 lebten er und seine Mutter wieder in Kalifornien.
Bereits als Teenager schrieb Dick seine ersten Gedichte und Kurzgeschichten. Aufgrund seiner traumatischen Jugendzeit war er vorübergehend in psychologischer Behandlung. Dick wechselte zur Berkeley High School. Er und die spätere Science-Fiction-Autorin Ursula K. Le Guin gehörten der gleichen High-School-Abschluss-Klasse von 1947 an, ohne jedoch einander zu kennen. Nach dem Abschluss besuchte er kurz die University of California. 1948 heiratete er Jeanette Marlin, die Ehe hielt nur sechs Monate.
Bis 1952 arbeitete er in einem Schallplattenladen und als Radiomoderator für klassische Musik. Er verkaufte seine erste Kurzgeschichte und begann mit der Arbeit an einem Roman. Von 1950 bis 1959 war er mit Kleo Apostolides verheiratet. Dick wurde wegen Querulantentums exmatrikuliert.
Dick war ein besessener Leser; er las Werke über Religion, Philosophie (besonders Metaphysik) und Gnostizismus, Ideen und Grundmotive, die in viele seiner Geschichten einflossen. Für kurze Zeit studierte er Germanistik; in seinen Romanen tauchten immer wieder deutsche Redewendungen auf. Seine finanzielle Situation war und blieb schlecht, worauf Dick seine Schreibtätigkeit erhöhte.
Aus der Ehe mit Anne Williams Rubinstein (1959 bis 1964) ging die Tochter Laura hervor. Seine Mainstream-Romane der 1950er und frühen 1960er Jahre konnte er nicht veröffentlichen; er wurde auf sein Genre festgelegt, als die Scott Meredith Literary Agency ihm all seine Entwürfe zurückgab. Lediglich eine seiner Arbeiten aus dieser Zeit, Confessions of a Crap Artist von 1959, wurde 1975 zu seinen Lebzeiten veröffentlicht. Er begann, sich für bewusstseinsverändernde Drogen zu interessieren, machte Versuche mit Amphetaminen und LSD. Unter Zuhilfenahme der Aufputschmittel schrieb er bis zu sechzig Seiten am Tag. Viele Erfahrungen dieser Zeit flossen später in den Roman A Scanner Darkly ein (zeitweise war Dicks Haus ein Treffpunkt für Drogenabhängige und Kriminelle).
1966 heiratete er Nancy Hackett, die Tochter Isolde (Isa) wurde 1967 geboren, die Ehe 1972 geschieden. Dick vermachte seine Manuskripte der Sammlung der California State University.
Im Oktober 1972 schrieb Dick Briefe an das FBI und das Bezirksbüro des Sheriffs von Marin County. In diesen Briefen behauptete Dick, er sei von einem Vertreter einer geheimen, „offensichtlich anti-amerikanischen“ Organisation angesprochen worden, für die er verschlüsselte Botschaften in seinen Büchern unterbringen sollte, was er abgelehnt habe. Im Anschluss beschuldigte Dick den Schriftsteller Thomas M. Disch, in seinem Roman Camp Concentration aus dem Jahr 1968 solche Geheiminformationen verschlüsselt zu haben. Dick entwickelte eine Paranoia gegenüber FBI und KGB und machte diese später für einen Einbruch in sein Haus verantwortlich, bei dem Schriftstücke gestohlen wurden.
1973 heiratete Dick mit Leslie Busby seine fünfte Ehefrau, im gleichen Jahr wurde der gemeinsame Sohn Christopher geboren. In Vancouver beging er einen Selbstmordversuch und begab sich anschließend in Behandlung in ein Drogen-Rehabilitationszentrum.
Im Februar und März 1974 hatte Dick eine Reihe von Visionen, nachdem er sich von einer zahnärztlichen Behandlung mit Natriumpentothal erholt hatte. Den Rest seines Lebens versuchte er herauszufinden, ob diese Erlebnisse psychotischen oder göttlichen Ursprungs gewesen waren. Er beschrieb seine Visionen als Laserstrahlen und geometrische Muster, durchsetzt mit kurzen Bildern von Jesus und dem antiken Rom. Er machte sich auf die Suche nach rationalen und religiösen Erklärungen für seine Erfahrungen. Seine Studien mündeten in der Niederschrift der Bücher VALIS, Die göttliche Invasion und Die Wiedergeburt des Timothy Archer (VALIS-Trilogie).
United Artists kaufte die Filmrechte an Dicks Roman Träumen Androiden von elektrischen Schafen?, der von Ridley Scott unter dem Titel Blade Runner verfilmt wurde. Dick wurde in die Entstehung dieses Films eingebunden, erlebte seine Uraufführung im Juni 1982 aber nicht mehr.
Philip K. Dick erlitt am 18. Februar 1982 in seinem Haus in Santa Ana in Kalifornien einen Schlaganfall, infolge dessen er in ein Krankenhaus eingeliefert wurde. Ein weiterer Schlaganfall brachte dort seine Gehirnaktivitäten zum Erliegen. Am 2. März 1982 wurden die lebenserhaltenden medizinischen Geräte abgeschaltet. Seine Asche wurde nach Fort Morgan in Colorado gebracht, um dort im Grab seiner Zwillingsschwester beigesetzt zu werden.
Ihm zu Ehren wurde 1982 der Philip K. Dick Award für zeitgenössische Science-Fiction-Literatur ins Leben gerufen. 2005 wurde Dick postum in die Science Fiction Hall of Fame aufgenommen. 2017 wurde ein Asteroid nach ihm benannt: (9004) Peekaydee.

## Werke

### Veröffentlichungsgeschichte und Themen
Philip K. Dick schrieb 118 Kurzgeschichten und 43 Romane und gilt als einer der bedeutendsten Science-Fiction-Autoren. In seinen Werken geht es vornehmlich um moralische Fragen und das Verhalten von Menschen in alternativen Welten. Er erhielt den Hugo Award für The Man in the High Castle, 1962 (deutsch Das Orakel vom Berge) und den John W. Campbell Award für Flow My Tears, The Policeman Said, 1974 (deutsch Eine andere Welt).
Viele Bücher Dicks werden heute zu den modernen Klassikern der amerikanischen Literatur gezählt. Filme wie Matrix oder eXistenZ (mit dem Hinweis Cookies to Philip K. Dick) beruhen auf Dicks Arbeiten und Ideen. Auch die Liste der Verfilmungen von Dicks Romanen bzw. Kurzgeschichten ist beträchtlich. Hierzu zählen: Blade Runner, Total Recall, Screamers, Impostor, Minority Report, Paycheck, A Scanner Darkly, Next und Der Plan. 
Die Werke Dicks sind gekennzeichnet durch einen leicht verständlichen, publikumsnahen Schreibstil, transparente und authentische Figuren und eine fesselnde Tiefe der Handlung. Seine Geschichten sind oft ernüchternd und demaskierend. Das Erkennen der Wirklichkeit ist immer wieder zugleich Problem wie auch Spannungsmoment in seinen Romanen, viel mehr als etwa die Entwicklung einer Story zum passiven Konsum. Im Stil des Philip K. Dick wird der Leser szenenweise von der Gedankenwelt des einen Protagonisten in die des nächsten geführt. Auf diese Weise entsteht ein Pluralismus, der eine kategorische Absage an den Ich-Erzähler verkörpert und dennoch die Protagonisten nicht unreflektiert von außen betrachtet, sondern ihre teilweise gegensinnigen Ansichten, aber auch Weltvorstellungen nebeneinander stellt. Viele Geschichten enden weder glücklich noch tragisch, sondern lassen den verwirrten Leser am Ende des Buches allein.
Dick ist gelegentlich als Drogen-Autor beschrieben worden. Damit verbunden ist die Loslösung des Realen von der individuellen Wirklichkeit. Denn im gewissen Sinne – so Dick – verdränge jeder Mensch Teile der Realität. Dick beschäftigt sich immer wieder mit dem Glauben oder Geist als Bindeglied oder Barriere zwischen den Menschen, im Zusammenhang mit einer der Religionen, mit der Philosophie (Existentialismus) oder der Wissenschaft. Drogen, Konsum, Kapitalismus, Gesellschaft, Medien, Machtmissbrauch, Verfolgungswahn, Psychoanalyse, Überwachungsstaat und immer wieder der Zweite Weltkrieg in alternativen Szenarien (z. B. gewinnen in Das Orakel vom Berge Deutschland und Japan den Krieg und besetzen Amerika) mischen sich mit den „klassischen“ Themen (Raum- und Zeitreisen, Telepathie, genetische Mutationen, Außerirdische etc.) der Science-Fiction. Das Besondere bei Dick ist dabei, dass alle Handlungsstränge einer typischen Dick-Logik folgen, die zur Katastrophe führt, die aber keine Katastrophe ist, sondern nur das Erkennen des ganz normalen Wahnsinns. Die Erkenntnis als Dauerthema in Dicks Werk ist also ein zweischneidiges Schwert, und es ist den autobiografischen Zügen seiner Werke zuzurechnen, dass diese Erkenntnis oft gleich wieder relativiert wird, das Gefühl des Erlangens tieferer Einsicht weicht dann sofort der Panik, sich (möglicherweise) erneut in einer „gefälschten“ Realität zu befinden. Dick teilt mit dem Leser so die inneren Fragen seines Selbst auf eine authentische Art und Weise und macht sich und sein Werk dadurch äußerst interessant.
Dicks Universum ist ein unbequemes und fehlerhaftes. Seine Protagonisten sind keine Helden, die Figuren sind den sozialen Milieus der 1950er und 1960er Jahre abgeschaut.
Philip K. Dicks Romanwerk lässt sich grob in drei Abschnitte unterteilen. Die erste Periode reicht von seinem Erstling Eye in the Sky von 1956 bis ins Jahr 1960. Hier entstehen erste Auseinandersetzungen mit der Frage nach dem Wesen der Realität, wie Time Out of Joint. Aber auch Weltraumabenteuer, die den Gesetzen des jungen, von Pulp-Magazinen bestimmten Science-Fiction-Marktes geschuldet sind. In der zweiten, bis etwa 1970 reichenden Periode entstehen mit ungeheurer Produktivität etwa 20 Romane, darunter die meisten von Dicks Hauptwerken, wie The Three Stigmata of Palmer Eldritch, Do Androids Dream of Electric Sheep? und Ubik, in denen er seine Untersuchungen zu objektiver und subjektiver Realität vertieft. Die dritte Phase reicht von Flow My Tears, the Policeman Said aus dem Jahr 1974 bis zu seinen letzten Büchern, die alle durch Dicks Visionen und Erfahrungen geprägte persönliche Utopien darstellen.
Philip K. Dick hat auch einige Romane ohne Bezug zur Science-Fiction geschrieben. Von diesen wurde jedoch nur Confessions of a Crap Artist zu seinen Lebzeiten veröffentlicht.
In einem Essay von 1968 mit dem Titel Self Portrait, zu finden im Buch The Shifting Realities of Philip K. Dick (1995), reflektiert Dick seine Arbeit und führt auf, welche Bücher seinem Gefühl nach dem Dritten Weltkrieg entkommen könnten („might escape World War Three“): Eye in the Sky, The Man in the High Castle, Martian Time-Slip, Dr. Bloodmoney, or How We Got Along After the Bomb, The Zap Gun, The Penultimate Truth, The Simulacra, The Three Stigmata of Palmer Eldritch (das er als das Wichtigste von allen bezeichnet, „the most vital of them all“), Do Androids Dream of Electric Sheep? und Ubik.
In einem Interview im Jahr 1976 nennt Dick seinen Roman A Scanner Darkly als sein bestes Werk, endlich habe er ein wirkliches Meisterwerk geschrieben nach 25 Jahren des Schreibens.

### Deutsche Ausgaben
Dicks Romane erschienen im deutschsprachigen Raum häufig zunächst in gekürzten Fassungen, die erst in Neuauflagen – unter anderem in den 1990er Jahren im Haffmans Verlag – komplettiert wurden. Ab 2002 erschien im Heyne Verlag eine große Anzahl seiner Werke in Neubearbeitung und teils mit Einleitungen oder Nachworten versehen, wobei auch diese Reihe nicht ohne Fehler war: Während We Can Build You (früher Die rebellischen Roboter) als Die Lincoln-Maschine erstmals ungekürzt erschien, wurde Simulacra gegenüber der deutschen Erstausgabe von 1978 gekürzt. Die Reihe wurde inzwischen eingestellt; die für Anfang 2008 angekündigte Neuausgabe von Clans of the Alphane Moon erschien nicht mehr bei Heyne. Letztlich erschien Die Clans des Alpha-Mondes 2020 bei Fischer, wo seit 2014 diverse Neuausgaben von Werken Dicks veröffentlicht wurden.

## Bibliographie (Auswahl)
- Time Out of Joint. J. B. Lippincott & Co., Philadelphia 1959. – Neueste Ausgabe in der Reihe SF Masterworks bei
- The Man in the High Castle. G. P. Putnam’s Sons, New York City 1962. – Neueste Ausgabe in der Reihe SF Masterworks. Victor Gollancz, London 2009, ISBN 978-0-575-08205-2.
Deutsche Erstausgabe: Das Orakel vom Berge. Übersetzt von Heinz Nagel. König, München 1973, ISBN 3-8082-0082-0. – Neuausgabe übersetzt von Norbert Stöbe. Heyne-Verlag, München 2008, ISBN 978-3-453-52272-5.
- Martian Time-Slip. Ballantine Books, 1964. – Neueste Ausgabe: Victor Gollancz, London 2007, ISBN 978-0-575-07996-0.
Deutsche Erstausgabe: Mozart für Marsianer. Übersetzt von Renate Laux. Insel-Verlag (Phantastische Wirklichkeit #7), Frankfurt am Main 1973, ISBN 3-458-05857-5. – Neuausgabe als Marsianischer Zeitsturz. Heyne-Verlag, München 2005, ISBN 3-453-21726-8.
- The Three Stigmata of Palmer Eldritch. Doubleday, o. O. 1965, ISBN 0-575-07997-5. – Neueste Ausgabe in der Reihe SF Masterworks bei Victor Gollancz Ltd., London 2003, ISBN 0-575-07480-9.
Deutsche Erstausgabe: LSD-Astronauten. Übersetzt von Anneliese Strauss. Insel-Verlag (Phantastische Wirklichkeit #3), Frankfurt am Main 1971. – Neuausgabe als Die drei Stigmata des Palmer Eldritch. Übersetzt von Thomas Mohr. Haffmans Verlag, Zürich 1997, ISBN 3-251-30064-4. – Neueste Ausgabe bei Heyne-Verlag, München 2002, ISBN 3-453-21729-2.
- Do Androids Dream of Electric Sheep?, 1968. – Neueste Ausgabe in der Reihe SF Masterworks. Victor Gollancz, London 2010, ISBN 978-0-575-09418-5.
Deutsche Erstausgabe: Träumen Roboter von elektrischen Schafen? Übersetzt von Norbert Wölfl. Von Schröder Verlag, Hamburg/Düsseldorf 1969. – Neuausgabe als Träumen Androiden von elektrischen Schafen? ISBN 3-453-21728-4. – Neuausgabe als Blade Runner. Überarbeitet von Jacqueline Dougoud. Haffmans Verlag, Zürich 1993, ISBN 3-251-30019-9. – Neueste Ausgabe bei Heyne-Verlag, München 2002, ISBN 3-453-21728-4
Hörbuch: Träumen Androiden. Regie: Marina Dietz. Sprecher: Udo Wachtveitl, Sophie von Kessel, Max Tidof. Der Hör-Verlag, München 1999, ISBN 3-89584-774-7.
- Ubik. Doubleday, 1969, ISBN 0-575-07921-5. – Neueste Ausgabe in der Reihe SF Masterworks bei Victor Gollancz Ltd., London 2000, ISBN 1-85798-853-1.
Deutsche Ausgabe: Ubik. Übersetzt von Renate Laux. Suhrkamp-Verlag (Phantastische Bibliothek #15), Frankfurt am Main 1977, ISBN 3-518-06940-3. – Neuausgabe: Ubik und Ubik – Das Drehbuch. Überarbeitet von Alexander Martin. Heyne-Verlag, München 2003, ISBN 3-453-87336-X. Zwei Auflagen.
- Our Friends from Frolix 8. Ace Books, New York City 1970, ISBN 0-441-64401-5. … 0-575-07671-2.
Deutsche Ausgabe: Die Mehrbegabten. Übersetzt von Tony Westermayr. Goldmann Verlag, München 1978, ISBN 3-442-23275-9.
- Flow My Tears, the Policeman Said. Doubleday, 1974, ISBN 0-7838-9583-6. – Neueste Ausgabe in der Reihe SF Masterworks bei Victor Gollancz Ltd., London 2001, ISBN 1-85798-341-6.
Deutsche Ausgabe: Eine andere Welt. Übersetzt von Walter Brumm. Heyne-Verlag, München 1977, ISBN 3-453-30394-6. – Neueste Auflage bei Heyne-Verlag, München 2004, ISBN 3-453-87403-X.
- A Scanner Darkly. Doubleday, 1977, ISBN 0-385-01613-1. – Neueste Ausgabe in der Reihe SF Masterworks bei Victor Gollancz Ltd., London 1999, ISBN 1-85798-847-7.
Deutsche Ausgabe: Der dunkle Schirm. Übersetzt von Karl-Ulrich Burgdorf. Bastei-Verlag Lübbe, Bergisch Gladbach 1980. – Neuausgabe überarbeitet von Alexander Martin. Heyne-Verlag, München 2004, ISBN 3-453-87368-8. Zwei Auflagen.
- Radio Free Albemuth. Geschrieben 1976. Postum veröffentlicht bei Arbor House, Westminster (Maryland) 1985, ISBN 0-87795-762-2.
Deutsche Ausgabe: Radio Freies Albemuth. Übersetzt von Peter Robert. Moewig, Rastatt 1987, ISBN 3-8118-3746-X.
- The Skull – Der Schädel (Erstveröffentlichung in: If, September 1952)[22]
- The Hanging Stranger – Der Gehenkte
- The Golden Man. – Der goldene Mann (Filmadaption als Next)
- The Minority Report. – Der Minderheiten-Bericht (Filmadaption als Minority Report)
- We Can Remember It for You Wholesale. – Erinnerungen en gros (Filmadaption als Total Recall)
- Holy Quarrel. – Heiliger Eifer

## Verfilmungen
Folgende Verfilmungen beruhen auf Romanen oder Erzählungen von Dick:
- Blade Runner (1982) nach dem Roman Do Androids Dream of Electric Sheep? (Träumen Androiden von elektrischen Schafen?)[23]
- Die totale Erinnerung – Total Recall (1990) nach der Kurzgeschichte We Can Remember It for You Wholesale (Erinnerungen en gros)[24]
- Confessions d’un Barjo (1992) nach dem Roman Confessions of a Crap Artist (Eine Bande von Verrückten)[25]
- Screamers – Tödliche Schreie (1995) nach der Kurzgeschichte Second Variety (Variante Zwei)[26]
- Minority Report (2002) nach der Kurzgeschichte The Minority Report (Der Minderheiten-Bericht)[27]

Eine Fortsetzung mit gleichem Titel als Fernsehserie (1 Staffel mit 10 Folgen von etwa 45 Minuten) erschien 2015.
- Impostor (2001) nach der Kurzgeschichte Impostor (Hochstapler)[28]
- Paycheck (2003) nach der gleichnamigen Kurzgeschichte (Paycheck / Zahltag)[29]
- A Scanner Darkly – Der dunkle Schirm (2006) nach dem gleichnamigen Roman (A Scanner Darkly / Der dunkle Schirm)[30]
- Next (2007) entstand nach Motiven der Kurzgeschichte The Golden Man (Der goldene Mann).[31]
- Radio Free Albemuth (2010) nach dem gleichnamigen Roman.[32]
- Der Plan The Adjustment Bureau (2011) nach der Kurzgeschichte Adjustment Team (Umstellungsteam)[33]
- Total Recall (2012)[34] nach der Kurzgeschichte We Can Remember It for You Wholesale (Erinnerungen en gros) und somit auch Neuverfilmung von Die totale Erinnerung – Total Recall.
- The Man in the High Castle – Fernsehserie, seit 2015, vier Staffeln à 10 Episoden, basierend auf dem Roman Das Orakel vom Berge, Amazon Studios
- Blade Runner 2049 ist ein Sequel aus dem Jahr 2017 des 1982 entstandenen Filmes.
- Philip K. Dick’s Electric Dreams ist eine britische Fernsehserie, deren zehn jeweils abgeschlossene Episoden auf Kurzgeschichten von Dick basieren (2018).

Der folgende Film handelt von Dicks letzten Lebenstagen, die Filmfigur heißt William J. Frick.
- Your Name Here (2008).[35]

## Dokumentarfilme
- Philip K. Dick und wie er die Welt sah. (OT: Les Mondes de Philip K. Dick.) Dokumentarfilm, Frankreich, 2015, 56 Min., Buch: Yann Coquart und Ariel Kyrou, Regie: Yann Coquart, Produktion: Nova Production, arte France, Erstsendung: 2. März 2016 bei arte, Inhaltsangabe von arte. (Memento vom 7. März 2016 im Internet Archive).
- Die Science-Fiction-Propheten: Von Total Recall bis Minority Report. (OT: Prophets of Science Fiction) Dokumentation, 2011, 42 Min. Ein Film von Declan Whitebloom, Ridley Scott und Tony Scott. Produktion: Go Go Entertainment und RDI für Discovery Communications, LLC. Seit 2018 bei ZDFinfo.de.

## Hörspiele
- Philip K. Dick: Erinnerungsmechanismus und Wechselbalg. (OT: Recall Mechanism / Human is ….) Deutschland, 2001, je ca. 20 Min. Bearbeitung und Regie: Marina Dietz. Sprecher: Axel Milberg, Jule Ronstedt, Christoph Lindert, Horst Sachtleben, Philipp Moog, Michael Tregor und Irina Wanka. Produktion: Bayerischer Rundfunk, Audio-CD, Reihe: SF-Klassiker, Vertrieb: Der Audio Verlag (DAV), 2004, ISBN 3-89813-346-X.
- Blade Runner - Träumen Androiden, 53 Minuten, Bearbeitung und Regie: Marina Dietz, Musik: Thomas Bogenberger. Darsteller: Udo Wachtveitl (als Rick), Sophie von Kessel (als Rachael), Arne Elsholtz (als Isidore), Thorsten Nindel (als Roy), Michael Mendl, Max Tidof, Henry van Lyck, Michael Habeck, Dorothee Hartinger u. a., Produzent: Bayerische Rundfunk, 1999, ISBN 3-89940-681-8.

## Pop-Kultur
Tessa Dick, die letzte Ehefrau des Autors, erwähnte 2016 in einem Interview in Der Spiegel, dass John Lennon ihren Mann in den 1970er Jahren angerufen und ihm gesagt habe, ihm zu Ehren hätten die Beatles ihr Lied Paperback Writer geschrieben.